# Баришівська волость
Баришівська волость — адміністративно-територіальна одиниця Переяславського повіту Полтавської губернії з центром у містечку Баришівка.
Станом на 1885 рік складалася з 12 поселень, 35 сільських громад. Населення 10283 осіб (4948 чоловічої статі та 5335 — жіночої), 1896 дворових господарств. 3 липня 1921 року Баришівська волость увійшла до складу Київської губернії.
|                     | Площа, десятин | У тому числі орної, десятин |
| ------------------- | -------------- | --------------------------- |
| Сільських громад    | 10282          | 8407                        |
| Приватної власності | 16675          | 8811                        |
| Іншої власності     | 311            | 252                         |
| Загалом             | 27268          | 17470                       |

Поселення волості:
- Баришівка — колишнє державне та власницьке містечко при річці Трубіж за 35 верст від повітового міста, 3445 осіб, 631 двір, православна церква, школа, 4 постоялих будинки, лавка, 101 вітряний млин.
- Гостролуччя — колишнє власницьке село при річці Трубіж, 1596 особи, 321 двір, 2 православні церкви, школа, 3 постоялих будинки, лавка, 27 вітряних млинів.
- Дернівка
- Велика Стариця — колишнє державне та власницьке село при річці Красилівка, 956 осіб, 207 дворів, православна церква, 20 вітряний млин.
- Власівка
- Коржі

- Липняки (село, передмістя Баришівки)[2][3][4]
- Мала Стариця — колишнє державне та власницьке село при річці Красилівка, 266 осіб, 58 дворів, православна церква, 3 вітряний млин.
- Морозівка — колишнє власницьке село при річці Трубіж, 678 особи, 111 дворів, православна церква, 13 вітряних млинів.
- Селичівка — колишнє державне село при річці Селичівка, 1317 осіб, 223 двори, православна церква, 2 постоялих будинки, 23 вітряних млини.
- Селище — колишнє державне село при річці Трубіж, 1396 осіб, 262 двори, православна церква, 2 постоялих будинки, лавка, 54 вітряних млини, маслобійний завод.
- Сулимівка — колишнє державне село при річці Горобіївка, 513 осіб, 97 дворів, православна церква, постоялий будинок, 3 вітряних млини.